# 15. stoljeće pr. Kr.
◄ | 3. tisućljeće pr. Kr. | 2. tisućljeće pr. Kr. | 1. tisućljeće pr. Kr. | ►
◄ | 17. stoljeće pr. Kr. | 16. stoljeće pr. Kr. | 15. stoljeće pr. Kr. |14. stoljeće pr. Kr. | 13. stoljeće pr. Kr. | ►
1490-ih pr. Kr. | 1480-ih pr. Kr. | 1470-ih pr. Kr. | 1460-ih pr. Kr. | 1450-ih pr. Kr. | 1440-ih pr. Kr. | 1430-ih pr. Kr. | 1420-ih pr. Kr. | 1410-ih pr. Kr. | 1400-ih pr. Kr.
15. stoljeće pr. Kr. je je razdoblje koje je trajalo od 1500. pr. Kr. do 1401. pr. Kr..

## Važniji događaji
- 1457. pr. Kr.: Bitka kod Megida, Egipćani pobjeđuju Sirijce
- u vrijeme oko 1450./1425. pr. Kr.: Grci mikenskog kulturnog kruga osvajaju minojsku Kretu i do tada kretske Ciklade i Milet

## Osobe
- Hatšepsut, najpoznatija egipatska kraljica (vladala od 1498. pr. Kr. do 1483. pr. Kr.)
- Tutmozis III., egipatski faraon 18. dinastije (vladao od 1504. pr. Kr. do 1450. pr. Kr.)
- Ćiang Đia, kineski kralj (1491. pr. Kr. - 1466. pr. Kr.)
- Ćie Ding, kineski kralj (1466. pr. Kr. - 1434. pr. Kr.)
- Nan Geng, kineski kralj (1434. pr. Kr. - 1409. pr. Kr.)

## Vanjske poveznice
|  | Zajednički poslužitelj ima još gradiva o temi 15. stoljeće pr. Kr. |